# Sabine Eichenberger
Sabine Eichenberger (* 25. September 1968) ist eine Schweizer Kanutin in  Brugg im Kanton Aargau und die bisher erfolgreichste Kanusportlerin der Schweiz.

## Werdegang
Sabine Eichenberger ist Mitglied des Kanuclubs Brugg und gehört auch dem Drachenboot Club beider Basel an. Sie nahm seit den 1990er Jahren an vielen internationalen Wettkämpfen in mehreren Disziplinen des Kajak- und Kanu–Wettkampfsports  erfolgreich teil. Für Swiss Canoe, den 1925 in Brugg gegründeten Schweizerischen Kanuverband, bestreitet sie vor allem im Einerkajak und im Einerkanadier Rennen in der Wildwasserabfahrt und im Kanumarathon.
Sie qualifizierte sich mit dem Vierer-Kajak für die  Olympischen Sommerspiele 1996 in Atlanta, wo sie im 500-Meter-Lauf mit Ingrid Haralamow, Daniela Baumer und Gabi Müller die Silbermedaille gewann.
Eichenberger erreichte im Kanugesamtweltcup mehrmals den ersten Platz (1998, 1999, 2007, 2012 und 2014) und dreimal den zweiten Rang (2004, 2008 und 2016). Im Jahr 2015 errang sie den Gesamtsieg der Weltserie im Kanumarathon.
An Kanu-Schweizer-Meisterschaften gewann sie zwanzigmal die klassische Abfahrt, achtmal im Sprint, sechsmal in der Kategorie Mannschaftskanadier.
In der Kajakregatta im Einer war sie siebenmal Schweizer Meisterin und im Zweierkajak ebenfalls siebenmal.
In Skopje 2017 wurde sie Europameisterin über die klassische Distanz im Wildwasser-Einerkanadier. Den Rücktritt gab Eichenberger nach der Wildwasser-Weltmeisterschaft 2018 im eigenen Land auf der Muota, bei welcher sie kurz vor dem 50. Geburtstag die Bronzemedaille im Team über die klassische Distanz im Einerkajak holte. An der Aargauer Sportgala 2018 wurde ihr der Special Award für ihr sportliches Lebenswerk im Beisein ihres Trainers Sandro Galli verliehen. Sportwissenschaftler Galli war Eichenbergers Teamkollege an der Drachenboot-WM 2014 und ist unter anderem als Trainer für die Aargauer Karateka Elena Quirici tätig.
Im Schweizerischen Kanuverband  hat Sabine Eichenberger Einsitz in die Fachkommission Drachenboot. Beruflich  ist sie angestellt von der Einwohnergemeinde Riniken, Kanton Aargau.

## Erfolge (Auswahl)
- 2016 
  - Internationales Wildwasserrennen, Fulda: erster Rang[11]
  - Wildwasserrennsport-Weltmeisterschaften 2016, Banja Luka: dritter Rang im Einer-Kanadier[12]
  - Weltcuprennen, Savinja: erster Rang[13]
- 2015
  - Kajaksprint, Fulda: erster Rang[14]
  - Europameisterschaften Wildwasserabfahrt, Banja Luka: zweiter Rang Einer-Kanadier und dritter Rang Einer-Kajak[15]
  - Drachenboot-Europameisterschaften: erster Rang
  - ICF-Marathonserie: erster Rang
  - Sprint, Murau: erster Rang[16]
- 2014
  - Weltmeisterschaften, Sondrio, Adige: zweiter Rang
  - Drachenboot-Weltmeisterschaften, 3. Rang über 2000 Meter (mit Marius Bättig, Andreas Burkhart, Michel Eichenberger, Sandro Galli, Roger Gross, Martin Scheuber)
- 2013
  - Kanumarathon-Weltmeisterschaften: zweiter Rang
  - Wildwasserrennsport-Weltmeisterschaften, Solkan: dritter Rang
  - Europameisterschaften, Kanadier-Team-Wettkampf (mit Chantal Abgottspon und Melanie Mathys): zweiter Rang
- 2012
  - Kanumarathon, Cesky Crumlov: zweiter Rang[17]
  - Wildwasserrennsport-Weltmeisterschaften, Isère: dritter Rang
- 2011 
  - Europameisterschaften, Kraljevo: erster Rang[18]
- 2008
  - Kanu-Weltmeisterschaften, Ivrea, Dora Baltea: erster Rang
- 2006
  - Weltmeisterschaften, Karlsbad, Tepla: dritter Rang
  - Kanumarathon Ardèche: erster Rang[19]
- 2004
  - Wildwasserrennsport-Weltmeisterschaften, Loisach: zweiter Rang
  - Garmisch-Partenkirchen: erster Rang[20]
- 2001
  - Weltmeisterschaften, Sesia: dritter Rang
- 1997
  - Europameisterschaften, Isère: erster Rang
- 1996
  - Olympische Sommerspiele Atlanta, Viererkanadier: zweiter Rang
- 1991
  - Weltmeisterschaften, Soça, Mannschaft: dritter Rang

## Ehrungen
- Basler Sport-Champions 2014
- Sportlerehrung Stadt Brugg 2015